# Gmina Virje
Gmina Virje (chorw. Općina Virje) – gmina w Chorwacji, w żupanii kopriwnicko-kriżewczyńskiej. W 2011 roku liczyła  4587 mieszkańców.